# Carme Montornés Serra
Carme Montornés Serra (Sitges, 14 de juny de 1942 - Girona, 11 de setembre 1993) fou una actriu sitgetana que va formar part de la companyia de teatre La Cubana.
Nascuda a Sitges, es va traslladar amb els seus pares i la seva germana, Fina Montornés, quan era molt petita a Córdoba (Argentina). De seguida es van tornar a instal·lar al seu poble natal. Va estudiar a l'escola Esteban Barrachina coneguda popularment com «l'escola la Vila». Es va titular en Art Dramàtic l'any 1967 per l'Institut del teatre de Barcelona. En la seva promoció hi havia els actors Joan Pera i Carles Canut. Amb la companyia La Cubana va treballar en els espectacles Els Vicis Capitals (1981), Agua al siete (1982), Cubana's Delikatessen (1983), La Tempestad (1986), Cubanades a la carta (1988), Cómeme el Coco, negro (1989) i Marathon Dancing (1992). Amb la companyia va aparèixer en l'especial de cap d'any de 1990 Per cap d'any TV3 no fa res, Els Grau (1991) i la popular sèrie Teresina S.A. (1992).
Es va casar amb Joaquín Domínguez i té dos fills, Joaquim i Roger. Va morir a causa d'un càncer de pit.